# بسيقة الغربية
بسيقة الغربية قرية في منطقة القرداحة في محافظة اللاذقية. تتبعها قرى مثل بصراما.